# Nemesia eleanora
Nemesia eleanora är en spindelart som beskrevs av O. Pickard-Cambridge 1873. Nemesia eleanora ingår i släktet Nemesia och familjen Nemesiidae.
Artens utbredningsområde är Frankrike. Inga underarter finns listade i Catalogue of Life.